# Nucli antic de Flix
El Nucli antic de Flix està situat dins del nucli urbà de la població de Flix (Ribera d'Ebre), a l'extrem nord-est del terme i centrat per la plaça Major. És una obra inclosa a l'Inventari del Patrimoni Arquitectònic de Catalunya.

## Descripció
Es tracta d'un nucli d'origen medieval de planta més o menys allargassada, nascut a redós del castell i situat dalt d'un turó sobre el riu Ebre. Aproximadament, el nucli està delimitat al sud per la plaça de l'Església i el temple de la Mare de Déu de l'Assumpció, al nord pel riu Ebre, a l'est pel raval nascut amb posterioritat al nucli i a l'oest per les instal·lacions de la central hidroelèctrica i l'entramat urbà més modern. En general, el nucli està format per carrers estrets i costeruts generalment de traçat rectilini, amb diversos trams d'escales que els comuniquen.
Està centrat per la plaça Major on destaquen els perxis del sector sud, oberts mitjançant obertures d'arc de mig punt i rebaixades adovellades, que en origen enllaçaven amb els porxos del carrer Major. Els edificis són en general de planta rectangular i estan distribuïts en dues o tres plantes, amb golfes superiors obertes mitjançant galeries. Tot i que s'hi feren grans obres durant el segle xix que condicionaren la transformació d'aquests edificis, encara es conserven diversos elements destacables com portals i portalades d'arc rebaixat i escarser, algunes amb les llindes o claus datades durant el segle xix, i també escuts heràldics situats a les façanes d'alguns d'aquests edificis.

## Història
La vila de Flix és situada a uns 47 metres d'alçada a la riba occidental de l'Ebre en un meandre espectacular que quasi envolta la totalitat del poble. Antigament el nucli era emmurallat, estenent-se al sud-oest de l'antic Castell de Flix i sent format pel carrer Major, la plaça de l'Església, on es troba l'església parroquial gòtica de Santa Maria. Un altre indret d'interès és el santuari de la Mare de Déu del Remei, situat als afores del nucli en direcció nord al vessant d'un turó que domina el riu de la Cana, a la riba dreta d'aquest.
La vila de Flix fou conquerida als sarrains vers el segle xii per Ramon Berenguer IV qui el 1154 cedí en feu el castell i la vila de Flix, amb els seus termes i pertinences, a Bonifaci de la Volta, passant a la seva mort a mans del seu hereu Gasquet de la Volta. Vers el 1257 Jaume I feu donació del castell de Flix a Teresa Gil de Vidaure, que cap al 1279 el vengué a Arnau del Bosc. Sembla que el lloc de Flix mai va pertànyer als templers o als hospitalers, ja que no consta en els documents de la comanda d'Ascó ni en la de Miravet.
Vers el 1398 la ciutat de Barcelona comprà la baronia de Flix al monarca per poder dominar el tràfic fluvial de l'Ebre. Posteriorment com a alternativa logística s'acordà construir vers el 1506 una carretera de Llardecans fins a les llotgetes de Flix. El 1466, durant la guerra contra Joan II, aquest aconseguí apoderar-se del castell i la vila de Flix i el lliurà al cavaller aragonès Joan de França, encara que el 1481 Ferran el Catòlic ordenà retornar a la ciutat de Barcelona el castell i la vila de Flix.
La vila i el castell continuaren sofrint diferents agressions en diferents conflictes des de la guerra del Segadors fins a la guerra civil espanyola del 36.
El 17 de gener se celebra a Flix la tradicional festivitat de Sant Antoni, i el 15 d'agost la festa major. Altres festes de caràcter religiós són a processó del Divendres Sant, la cantada de caramelles el Dissabte Sant i la processó de l'Encontre el Diumenge de Pasqua a l'ermita del Remei. A més a més en aquesta ermita se celebra l'aplec del Dilluns de Pasqua, quan és típic ballar el ball de Jotes, i l'aplec de la sardana, el segon diumenge d'octubre.